# Tentativo di suicidio
Un tentativo di suicidio è un atto in cui un individuo cerca di uccidersi ma sopravvive.

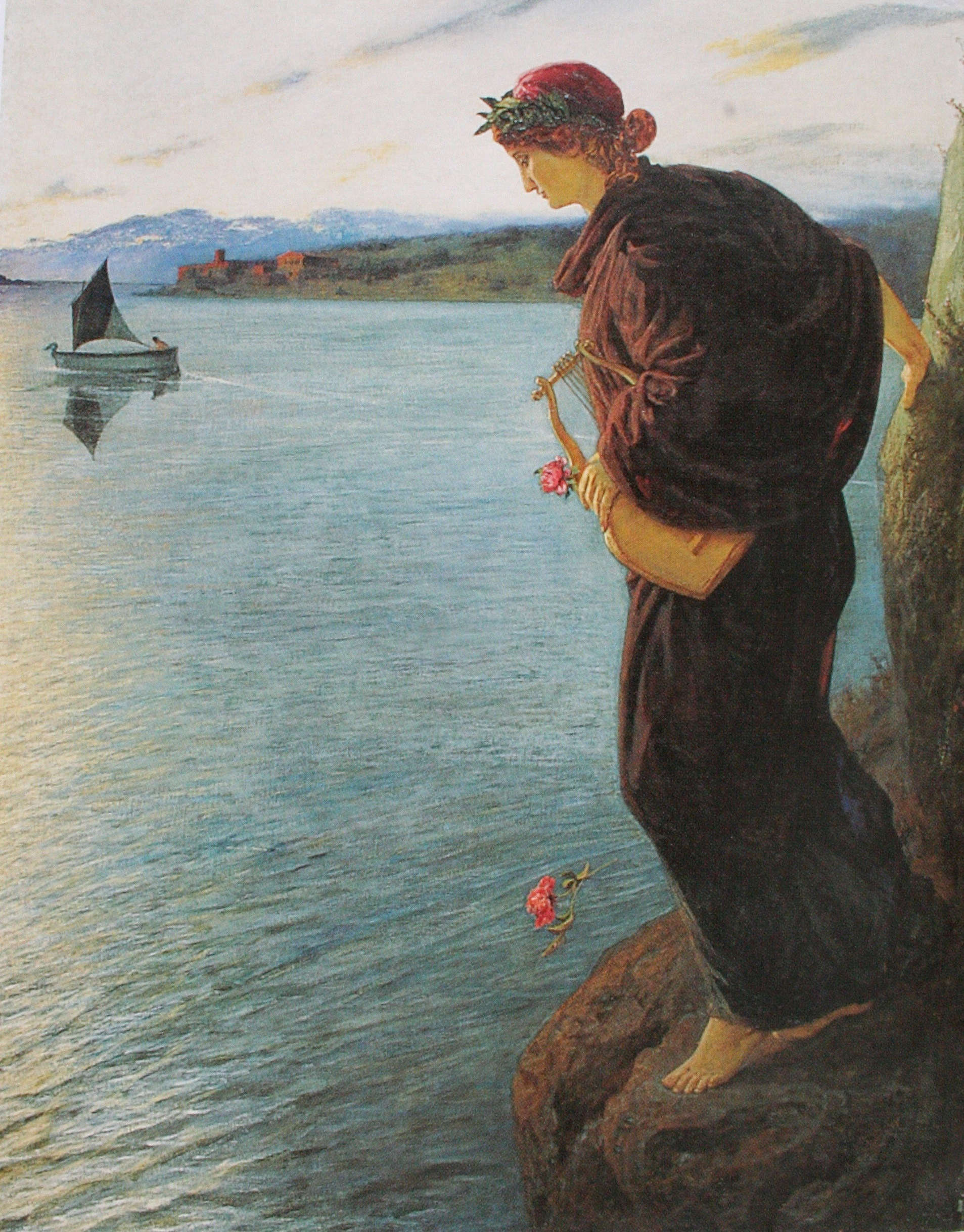
La poetessa Saffo mentre contempla il suicidio.

Gli esperti della salute mentale sconsigliano di descrivere i tentativi di suicidio come "falliti" o "non riusciti", poiché ciò potrebbe implicare che un suicidio che porti alla morte sia un risultato positivo o desiderabile.

## Epidemiologia
Il rapporto tra tentativi di suicidio e decessi per suicidio è di circa 25:1 nei giovani, rispetto a circa 4:1 negli anziani. Una revisione del 2008 ha rilevato che l’autolesionismo è più comune nelle donne, e uno studio separato del 2008/2009 ha rilevato pensieri suicidi più elevati tra le donne, così come differenze significative tra i sessi per quanto riguarda la pianificazione del suicidio e i tentativi di suicidio.
I tentativi di suicidio sono più comuni tra gli adolescenti dei paesi in via di sviluppo rispetto a quelli sviluppati. Tra il 2003 e il 2015, nei paesi in via di sviluppo, la prevalenza di tentativi di suicidio nell’arco di 12 mesi è stata del 17%.

## Parasuicidio e autolesionismo
In assenza di definizioni comunemente concordate, alcuni ricercatori di suicidologia considerano molti tentativi di suicidio come parasuicidio (dal greco antico: παρά?, "vicino") o comportamento autolesionista, piuttosto che "veri" tentativi di suicidio.

## Ripetizione
Un tentativo di suicidio è il più forte predittore clinico noto di un eventuale suicidio, e il rischio di suicidio tra i pazienti autolesionisti è centinaia di volte più alto rispetto alla popolazione generale.
Si stima che circa il 10-15% dei sopravvissuti ai tentativi di suicidio alla fine muoia suicidandosi e che il rischio di mortalità è più alto nei primi mesi e anni successivi al tentativo: quasi l'1% degli individui che tentano il suicidio morirà suicida se il tentativo viene ripetuto entro un anno.
Tuttavia, recenti studi meta-analitici suggeriscono che l’associazione tra tentativo di suicidio e morte suicida potrebbe non essere così forte come si pensava in precedenza.

## Conseguenze
I tentativi di suicidio possono provocare lesioni e/o disabilità gravi e permanenti: le persone che tentano di impiccarsi o di avvelenarsi con il monossido di carbonio e sopravvivono possono subire danni cerebrali permanenti a causa dell'anossia cerebrale, le persone che sopravvivono a un'overdose di farmaci possono subire gravi danni agli organi (ad esempio, insufficienza epatica) e chi sopravvive saltando da un'altezza rischia di subire danni irreversibili a diversi organi, oltre che alla colonna vertebrale e al cervello.

## Criminalizzazione del tentato suicidio
Storicamente nella chiesa cristiana, le persone che tentavano il suicidio venivano scomunicate a causa della natura tabù dell'argomento.

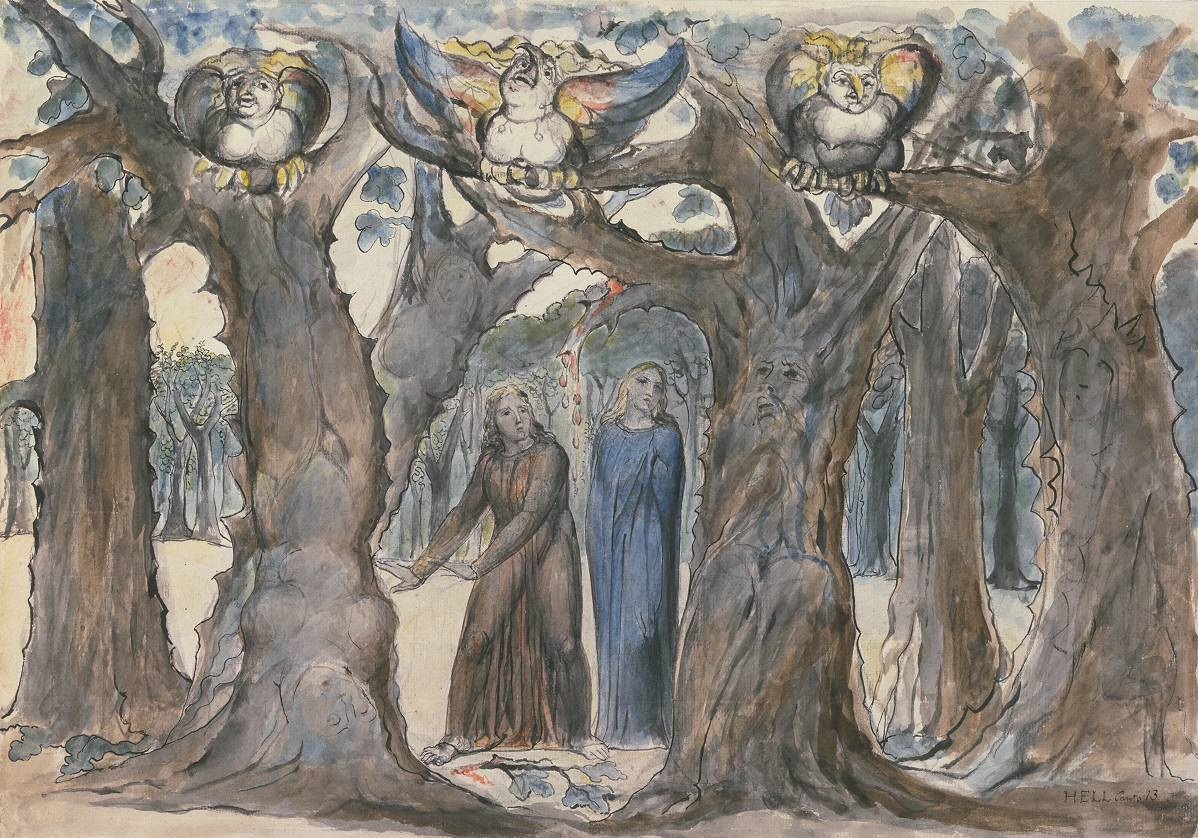
Nella Divina Commedia, i "violenti contro sè stessi" sono banditi nella selva dei suicidi, nel settimo cerchio dell'inferno.

Sebbene in precedenza fosse punibile penalmente, il tentato suicidio non è più illegale nella maggior parte dei paesi occidentali, ma rimane un reato penale in molte altre nazioni, come il Brunei, la Papua Nuova Guinea e le Bahamas.
Alla fine del XIX secolo in Gran Bretagna, il tentato suicidio era considerato equivalente al tentato omicidio e poteva essere punito con l'impiccagione.
Quasi nessun paese in Europa attualmente considera il tentativo di suicidio un crimine.
In India, il tentato suicidio è stato depenalizzato dal Mental Healthcare Act del 2017, mentre Singapore ha rimosso il tentato suicidio dal proprio codice penale nel 2020 (in precedenza era punibile con una pena fino a un anno di carcere).